# Vicente Piquer
Vicente Piquer Mora (Algar de Palancia, 1935. február 24. – Algar de Palancia, 2018. március 1.) válogatott spanyol labdarúgó, edző.

## Pályafutása

### Klubcsapatban
A Segarra és a Valencia korosztályos csapataiban kezdte a labdarúgást. 1954 és 1957 között a Mestalla játékosa volt és az első idényben kölcsönben szerepelt a Sagunto csapatában. 1956 és 1965 között a Valencia együttesében játszott és két alkalommal nyert vásárvárosok kupáját a csapattal. 1965 és 1967 között a Málaga, 1967–68-ban a Sueca labdarúgója volt. Az aktív labdarúgást 1968-ban fejezte be.

### A válogatottban
1957-ben két alkalommal szerepelt a spanyol-B válogatottban, 1961-ben egyszer szerepelt a spanyol válogatottban.

### Edzőként
1973–74-ben a Valencia autonóm közösség ifjúsági válogatottjának a vezetőedzője volt. 1976 és 1990 között főleg alacsonyabb osztályú csapatoknál tevékenykedett.

## Sikerei, díjai
Valencia CF
- Vásárvárosok kupája
  - győztes (2): 1961–62, 1962–63